# Pool Hall Richard
«Pool Hall Richard» es una canción interpretada por la banda británica de rock Faces. Coescrita por el vocalista principal Rod Stewart y el guitarrista Ronnie Wood, la canción fue publicada a finales de noviembre de 1973 por Warner Bros. Records y alcanzó el puesto #8 en el Reino Unido.

## Recepción de la crítica
En AllMusic, Stephen Thomas Erlewine la catalogó como “ordinaria”.

## Créditos y personal
Créditos adaptados desde las notas de álbum de Snakes and Ladders / The Best of Faces.
Faces
- Rod Stewart – voz principal
- Ronnie Wood – guitarra
- Tetsu Yamauchi – guitarra bajo
- Kenney Jones – batería
- Ian McLagan – teclado

Personal técnico
- Mike Bobak – productor
- Ron Nevison – productor

## Posicionamiento
| Gráfica (1973)                 | Pico de posición |
| ------------------------------ | ---------------- |
| Australia (Kent Music Report)  | 96               |
| Reino Unido (UK Singles Chart) | 8                |